# エンド・オブ・ハイスクール
『エンド・オブ・ハイスクール』（原題:Dude）は2018年に配信されたアメリカ合衆国の青春映画である。監督はオリヴィア・ミルチ、主演はルーシー・ヘイルが務めた。本作はミルチの映画監督デビュー作である。

## 概略
リリー、クロエ、アメリア、レベッカの4人は親友同士で、パーティーやマリファナに明け暮れる日々を送っていた。楽しかった高校生活も残り2週間となり、4人は卒業後の進路や大切な人の死、誰と一緒にプロムに出席するかという問題に直面することになった。

## キャスト
※括弧内は日本語吹替
- ルーシー・ヘイル - リリー（小笠原亜里沙）
- キャスリン・プレスコット - クロエ（戸松遥）
- アレクサンドラ・シップ - アメリア（志田有彩）
- オークワフィナ - レベッカ（美々）
- アレックス・ウルフ - ノア
- ブルック・スミス - ロレイン
- ジェリー・マッキノン - サム
- ローネン・ルービンシュタイン - マイク
- サティヤ・バーバー - ベミス先生
- シドニー・ルーカス - オリヴィア
- ノーラ・ダン - ローザ
- イアン・ゴメス - ジェリー
- コルトン・ダン - ヒギンス
- オースティン・エイブラムズ - ジェームズ
- オースティン・バトラー - トーマス
- ミカエラ・ワトキンス - ジル
- ジャック・マクブレイヤー - ガイ
- サーシャ・スピルバーグ - キャリー
- クローディア・ドゥーミット - ジェシカ
- アルテミス・ペブダニ - サファイア
- エスター・ポヴィツキー - アリシア
- ストーニー・ブライデン - ストーニー
- その他の日本語吹き替え：宮本淳／バレッタ裕／橘諒／岡井カツノリ／笹島かほる／亀山雄慈／乃村健次／宮下弘充

日本語版スタッフ：ディレクター：ウルフラム、翻訳：大西祐子、録音：横矢重治／清水裕貴、調整：横矢重治、スタジオ：JVCケンウッド・ビデオテック／Studio Shamanika

## 製作
オリヴィア・ミルチが執筆した本作の脚本は2013年のブラックリスト入りを果たしていた。2015年11月2日、本作の映画化に際し、ミルチ自身が監督を務めることになり、ルーシー・ヘイルが主演に起用されたとの報道があった。19日、キャスリン・プレスコット、オークワフィナ、アレクサンドラ・シップ、アレックス・ウルフがキャスト入りしたと報じられた。20日、ローネン・ルービンシュタインが本作に出演することになったと報じられた。24日、サティヤ・バーバーの出演が決まった。30日、本作の主要撮影がロサンゼルスで始まった。12月、ジェリー・マッキノンとオースティン・エイブラムズの起用が発表された。
2017年5月、Netflixが本作の全世界配信権を獲得したと報じられた。